# Paradysderina monstrosa
Espèce
Paradysderina monstrosa est une espèce d'araignées aranéomorphes de la famille des Oonopidae.

## Distribution
Cette espèce est endémique de Colombie. Elle se rencontre dans les départements de Boyacá et de Cundinamarca.

## Description
Le mâle holotype mesure 1,80 mm et la femelle 1,83 mm.

## Publication originale
- Platnick & Dupérré, 2011 : The Andean goblin spiders of the new genera Paradysderina and Semidysderina (Araneae, Oonopidae). Bulletin of the American Museum of Natural History, no 364, p. 1-121 (texte intégral).